# 東沼神社
東沼神社（とうしょうじんじゃ）は、埼玉県川口市の神社。

## 歴史
創建年代は不明である。当初は「浅間社」と呼ばれており、浅間信仰に基づく富士塚も境内に設けられている。興照寺が別当寺であった。
1873年（明治6年）、近代社格制度に基づく「村社」に列せられ、1907年（明治40年）の神社合祀により、周辺の7神社が合祀された。当社が見沼田んぼの東に位置していることから「東沼神社」に改称した。

## 文化財
- 浅間神社参拝図絵馬（川口市指定有形文化財 平成6年8月18日指定）[3]

## 交通アクセス
- 東川口駅より徒歩24分。